# Radar millimétrique de nébulosité

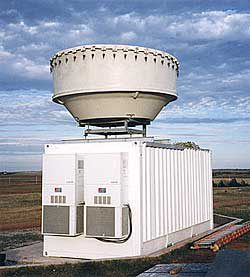
Radar millimétrique du programme de recherche atmosphérique du département de l'Énergie des États-Unis.

Un radar millimétrique de nébulosité est un radar météorologique pointé verticalement qui utilise les extrêmement hautes fréquences, de l'ordre de 30 à 100 GHz, pour sonder les nuages passant au zénith pour un radar au sol, ou sous lui dans le cas de radar intégré à un satellite. Il permet de déterminer les caractéristiques macro-physiques des nuages, comme leur hauteur et leur épaisseur, avec une résolution de l'ordre de quelques dizaines de mètres à une cadence d'une à dix secondes.
Les données obtenues peuvent être combinées pour estimer les propriétés microphysiques de ces nuages comme le contenu en cristaux de glace et en eau liquide, ainsi que les mouvements verticaux qui s'y produisent. Les applications prévues de ces radars utilisés au sol comportent leur utilisation pour l'étalonnage et l'évaluation des données similaires de capteurs montés sur les satellites météorologiques, le suivi des nuages pour l'aviation et la prévision météorologique.

## Histoire
L'utilisation de radars millimétriques pour surveiller les nuages n'est pas nouvelle. L’US Air Force a développé des radars à 35 GHz pour ses bases aériennes à la fin des années 1960 et au début des années 1970. Ces radars AN/TPQ-11 pointés verticalement n'étaient pas munis de l'analyse de l'effet Doppler ou de la double polarisation, mais ils avaient une bonne sensibilité en réflectivité et ont permis de décrire la structure des nuages. Malheureusement, ils avaient des problèmes récurrents de fonctionnement, notamment des pannes fréquentes de leurs émetteurs à magnétron, et ils ont finalement été abandonnés durant les années 1970.
Toutefois, les résultats positifs ont induit des développements en vue des radars à ondes millimétriques par quelques groupes de recherche durant les années 1980,,. Les progrès se sont intensifiés durant les années 1990 en réponse à une pressante demande internationale d'une meilleure compréhension du rôle important des nuages dans le changement climatique, coïncidant avec des avancées majeures en ingénierie radar aux longueurs d'onde millimétriques.

### Réseaux actuels

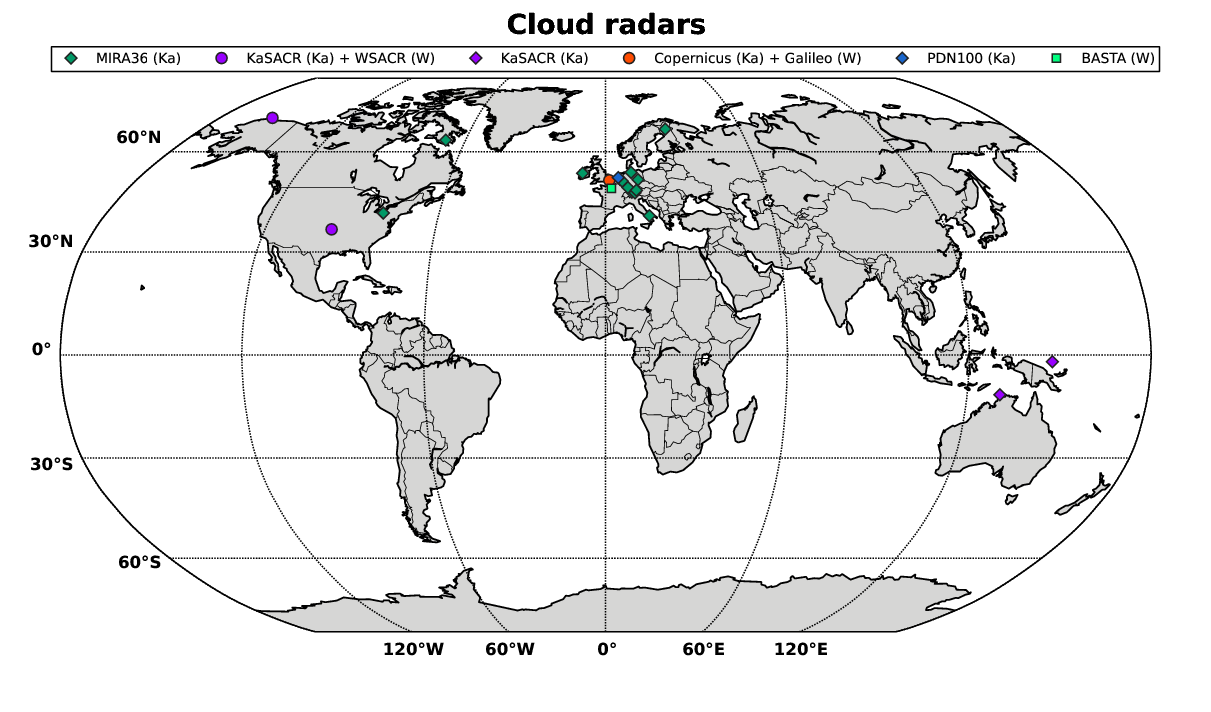
Différents sites et réseaux de radars à nuages.

En 2015, il existe différents réseaux de tels radars. La National Oceanic and Atmospheric Administration (NOAA) a conçu le radar vertical millimétrique ARM Cloud et l'a implanté à différents sites du programme du rayonnement atmosphérique du département de l'Énergie des États-Unis. Les radars fonctionnent en continu sur des sites en Oklahoma, en Alaska et dans l'ouest de l'océan Pacifique. Ils sont conçus pour fonctionner automatiquement pendant au moins dix ans, avec une supervision minimale, à une fréquence de 35 et 94 GHz.
Depuis la fin des années 2000, un radar météorologique commercial de nébulosité opérant à 35,5 GHz et conçu par METEK GmbH en collaboration avec l'Institut de Radio Astronomie d'Ukraine est sur le marché. Il existe des systèmes de surveillance sur différents sites les utilisant, la plupart d'entre eux en Europe. Cloudnet, est un de ces réseaux pour l'évaluation continue des profils des nuages et des aérosols pour alimenter en données les modèles de prévision numérique du temps. En dehors de ces réseaux, certains sites de recherche utilisent cette technologie. Par exemple il y a deux radars de longueur d'onde de 3,2 et 9 m à l'observatoire de Chilbolton (Royaume-Uni), pour l'étude de la migration des insectes, tandis qu'un autre de 35 GHz fonctionne en Cabauw (Pays-Bas).

## Principe

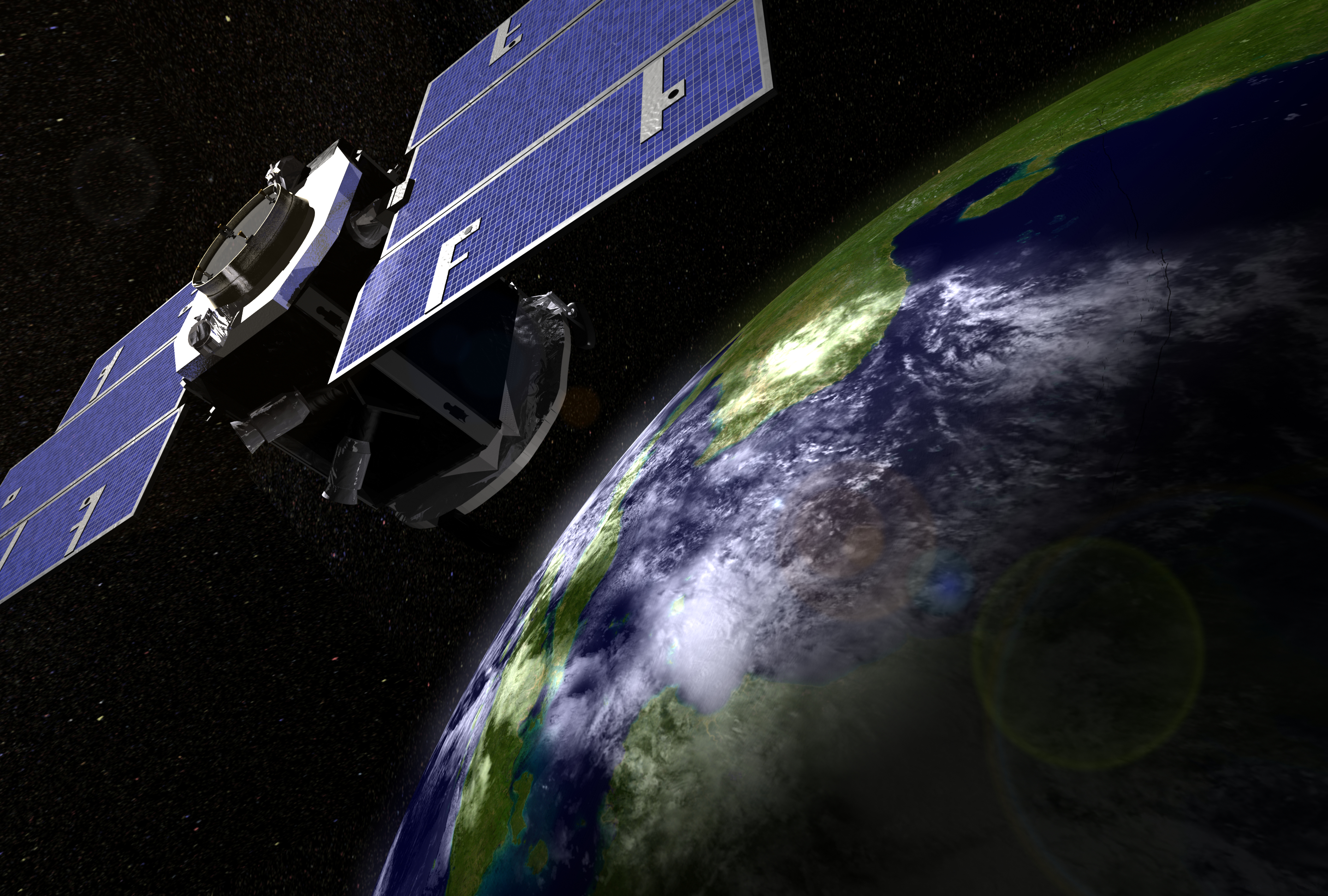
Vue de CloudSat.

Les gouttelettes de nuages ont un diamètre de l'ordre du 30 à 100 micromètres. Pour que la diffusion Rayleigh s'applique et que les échos soient proportionnels à leur intensité, la longueur d'onde utilisée doit être environ dix fois celle du diamètre des cibles. C'est pourquoi, un radar millimétrique est adapté à sonder les nuages, alors qu'un radar météorologique conventionnel, travaillant à une longueur d'onde centimétrique et adapté aux précipitations, utilise une longueur d'onde trop grande.
Pour mesurer les propriétés des nuages, le radar doit être pointé à la verticale et autant sonder en réflectivité, qu'en vitesse radiale par effet Doppler et qu'en double polarisation. En effet, ce qu'il est intéressant de noter dans le nuage est son épaisseur, sa base et son sommet, la teneur en eau et en glace ainsi que sa variation avec l'altitude, et finalement la vitesse verticale des particules. L’établissement de profils de nuages permet alors d’améliorer la compréhension des nuages,.
Les radars à ondes millimétriques les plus courants en recherche atmosphérique sont ceux exploitant les fréquences entre 35 GHz (λ= 8,7 mm, la bande Ka) et 94 GHz (λ= 3,1 mm, bande W). L'atténuation par la pluie est très importante et varie inversement avec la longueur d'onde, alors que celle dans les cristaux de glace est minimale. La collecte de données utiles dans ou à travers des nuages contenant des précipitations n'est donc possible que pour la pluie très faible, la bruine, ou la neige. Le pointage vertical permet de garder le chemin d'atténuation relativement court et le choix de la longueur d'onde permet de minimiser le problème. L'utilisation de la bande Ka, plus longue, est meilleure pour les nuages contenant de l'eau liquide et la bande W pour les nuages contenant des cristaux de glace, moins atténuants.
Les radars en bande W nécessitent une antenne plus petite, ce qui les rend plus compacts et légers et favorise une utilisation aéroporté ou à bord de satellites comme CloudSat. L'antenne est alors pointée vers le nadir. Les radars de bande Ka sont plus souvent utilisés au sol et pointent vers le zénith. Le signal étant fortement atténué, le sondage dans les deux cas ne peut dépasser les 30 kilomètres en épaisseur.

## Mesures

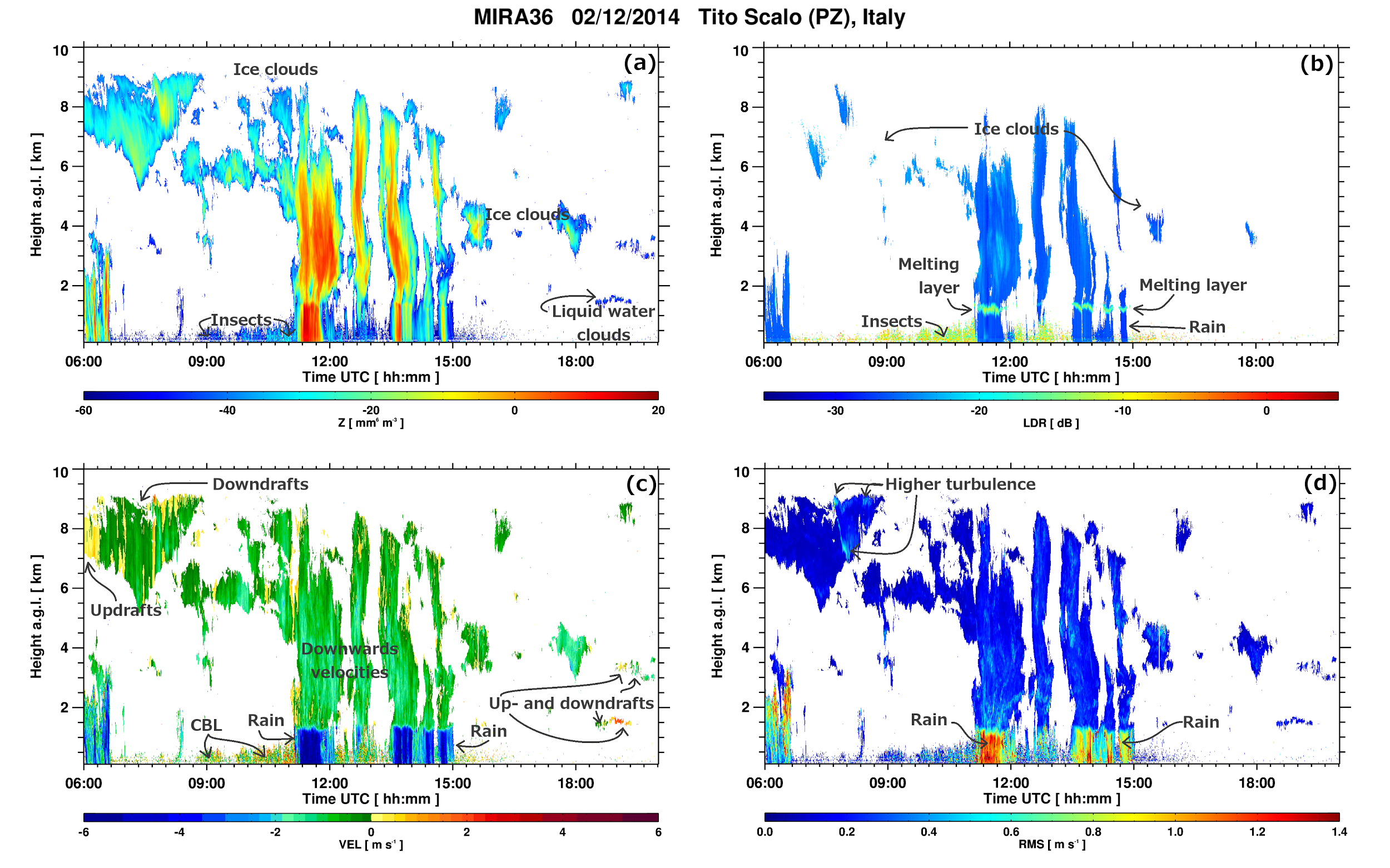
Exemple de graphique montrant les caractéristiques des nuages.

Les radars millimétriques ont révélé la complexité de la structure d'une grande variété de nuages. Les images ci-contre montrent le passage au-dessus du radar de multiples couches de nuages, y compris des stratus, des cirrus minces et de profond altocumulus, en plus de précipitations sous forme de bruine et de pluie. Chaque image donne une information différente qui permet de déterminer le type d'hydrométéores et l'état (solide ou liquide) des nuages, :
- En haut à gauche, la vue donne la réflectivité, donne l'intensité des échos provenant des nuages ;
- En haut à droite, la vue montre le rapport de dépolarisation (LDR) qui est un bon indicateur de précipitations mélangées (liquides et solides) ;
- En bas à gauche, la vue donne la vitesse verticale des cibles alors que celle-ci est associée avec sa vitesse de chute et le courant d'air vertical (ascendant ou descendant). Un changement brusque indique le plus souvent un changement de phase de liquide à solide et vis-et-versa ;
- En bas à droite, la vue montre la largeur du spectre de vitesse qui est associé à la turbulence atmosphérique.

## Autres types de radar verticaux

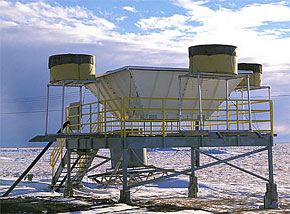
Profileur de vents de 915 MHz aux États-Unis d'Amérique (la boîte centrale), entouré des haut-parleurs d'un RASS.

Un autre type de radar pointant verticalement est celui du profileur de vents. Ce dernier fonctionne à des longueurs d'onde beaucoup plus longues (33 cm à 6 m, entre UHF et VHF) et leur vocation est de mesurer les vents horizontaux et verticaux à une hauteur inférieure à 20 km d'altitude en mesurant les mouvements de l'air et des précipitations,. Il est possible d'en extraire le mouvement dans les nuages en raison de leur résolution spatiale et temporelle très fine, mais pas de les voir. Il existe également des radars de bande C et S (5 et 10 cm) pour l'étude des précipitations qui peuvent donner des informations sur les mouvements dans les nuages.